# Медвежье (Семилукский район)

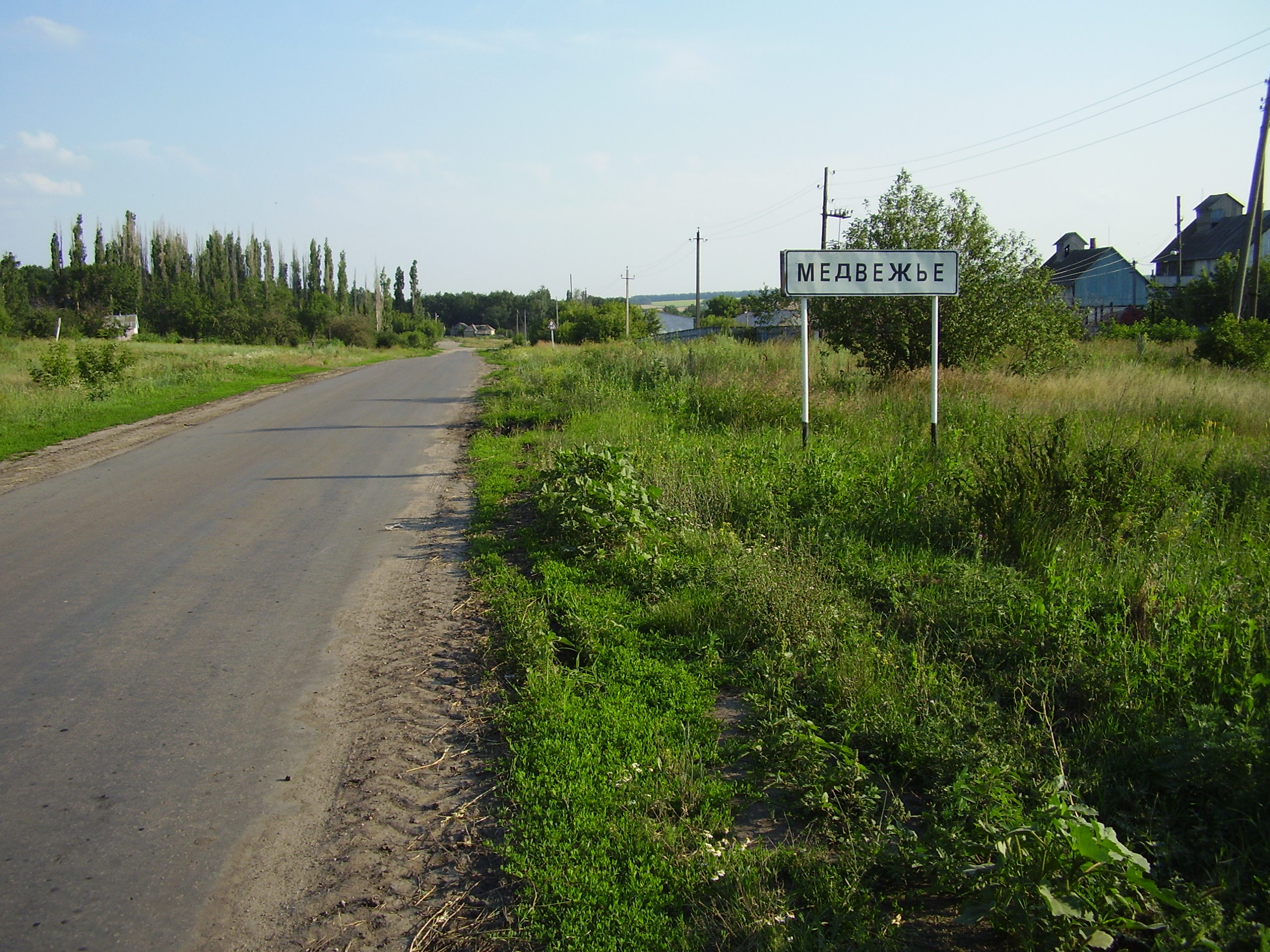
Въезд в Медвежье с севера

Медве́жье — село в Семилукском районе Воронежской области.
Административный центр Медвеженского сельского поселения.
В 2007 году население села составляло 417 человек.

## География
Расположено в центральной части поселения, по берегам реки Трещёвка.

## История
Основано в 1664 году служилыми людьми при ручье Медвежий колодезь. В середине XIX века селом владела помещица Исленьева. В 1859 году в Медвежьем было 50 дворов, в которых проживало 482 человека. В 1900 году здесь было 654 жителя, 94 двора, общественное здание и 3 лавки. При усадьбе Алмазовой Ольги Николаевны проживало 23 человека.
Усадьба Алмазовых расположена в западной части села за рекой Трещёвка. В настоящее время сохранились остатки деревянного усадебного дома, фруктовый сад и пруд. Усадебный дом после национализации использовался местной школой. Во дворе школы находится памятник командующему 5-й танковой армией генералу А. И. Лизюкову, погибшему в бою под селом Медвежьим.

Памятник А.И. Лизюкову в Медвежьем.
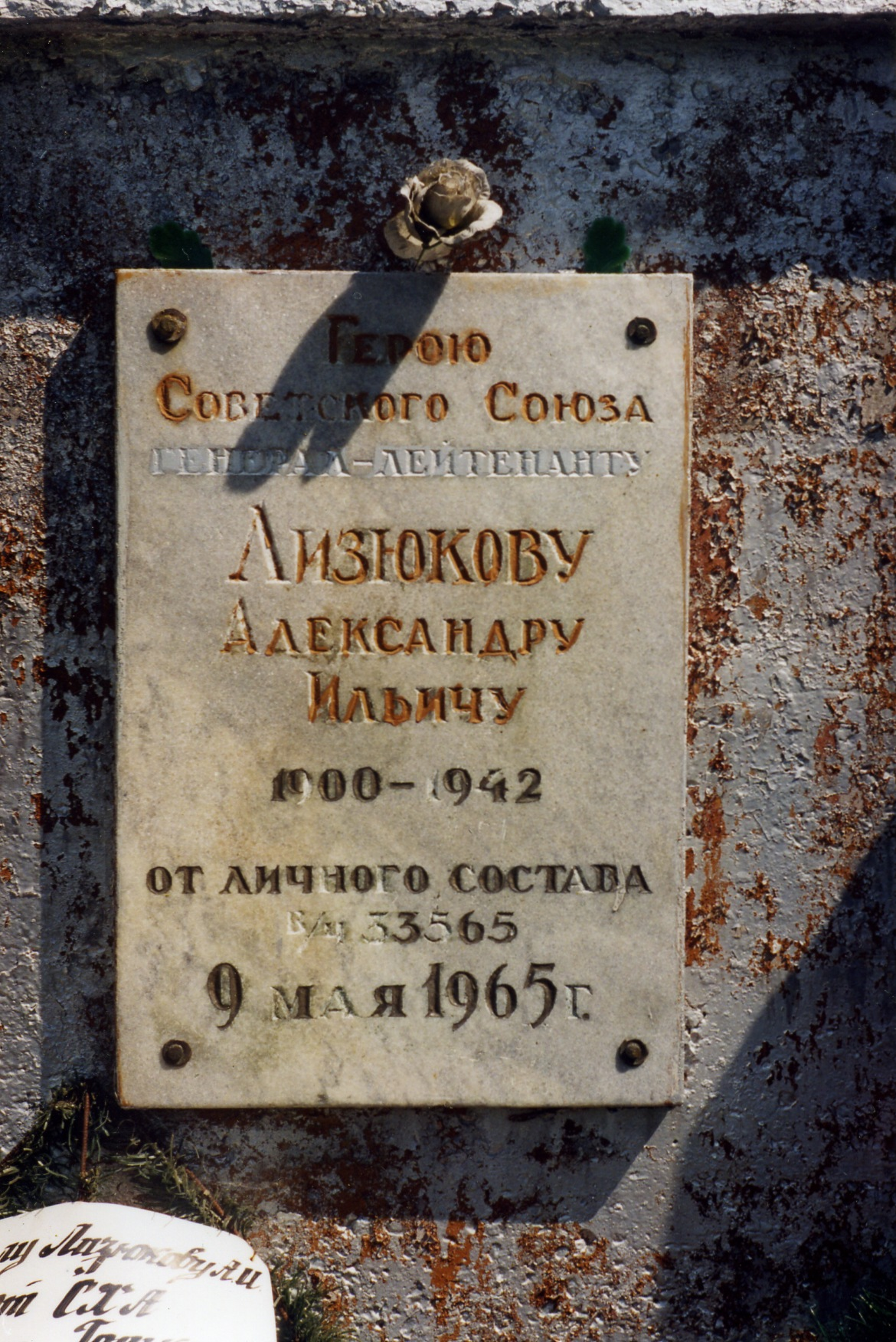
Надпись на памятнике Лизюкову в Медвежьем.

## Транспорт
Медвежье связано автобусным сообщением с Семилуками и Воронежем (Центральный автовокзал).